# Campylocentrum hirtellum
Campylocentrum hirtellum är en orkidéart som beskrevs av Célestin Alfred Cogniaux. Campylocentrum hirtellum ingår i släktet Campylocentrum och familjen orkidéer. Inga underarter finns listade i Catalogue of Life.